# جوناثان غرانوف
جوناثان غرانوف (بالإنجليزية: Jonathan Granoff)‏ محامي أمريكي وكاتب سيناريو ومحاضر، يعرف على نطاق واسع بمدير معهد الأمن العالمي.
يعمل غرانوف مستشارا أوليا للجنة مراقبة الأسلحة والأمن القومي التابعة لنقابة المحامين الأمريكية، وعمل نائبا لرئيس لجنة المنظمات غير الحكومية المعنية بنزع السلاح في الأمم المتحدة. وهو عضو في العديد من المجالس الحاكمة والاستشارية، بما في ذلك لجنة المحامين المعنية بالسياسة النووية، وتحالف المحامين من أجل الأمن العالمي، ومعهد جين غودال، ومجموعة الأمن بين الحزبين، ومبادرة القوى الوسطى.

## روابط خارجية
- معهد الأمن العالمي
- لجنة المحامين المعنية بالسياسة النووية
- تحالف المحامين من أجل الأمن العالمي
- Bipartisan Security Group
- مبادرة القوى الوسطى
- التثقيف في مجال نزع السلاح والسلم - كتابات